# (37550) 1981 EE31
1981 EE31 (asteroide 37550) é um asteroide da cintura principal. Possui uma excentricidade de 0.27062520 e uma inclinação de 21.39598º.
Este asteroide foi descoberto no dia 2 de março de 1981 por Schelte J. Bus em Siding Spring.